# Te Niu Hau Manahune
Te Niu Hau Manahune (el principi de la democràcia) és un partit polític de la Polinèsia Francesa, creat arran del seu primer congrés a Rangiroa el 31 de març de 2007 pels illencs (com anomenen als que no són de l'illa de Tahití). El seu president és Teina Maraeura i els vice-presidents Benoît Kautai i Temauri Foster. A les eleccions presidencials franceses de 2007 van donar suport la candidatura de Nicolas Sarkozy i a les eleccions legislatives franceses de 2007 van donar suport la candidata Béatrice Vernaudon-Coppenrath.
A les eleccions legislatives de Polinèsia Francesa de 2008 es va presentar formant coalició amb O Porinetia To Tatou Ai'a i va obtenir 2 escons. L'abril de 2008 va ingressar al grup parlamentari Te Mana o te Mau Motu.